# (7860) Zahnle
(7860) Zahnle (1980 PF) – planetoida z grupy pasa głównego asteroid okrążająca Słońce w ciągu 3 lat i 148 dni w średniej odległości 2,26 j.a. Została odkryta 6 sierpnia 1980 roku.